# Mikko Mäkelä (bibliotekarie)
Mikko Alvar Mäkelä, född 11 september 1910 i Orimattila, död 7 november 1985 i Tammerfors, var en finländsk bibliotekarie.
Mäkelä blev filosofie magister 1936, förestod stadsbiblioteket i Björneborg 1940–1942 och var chefbibliotekarie vid stadsbiblioteket i Tammerfors 1942–1973. Vid uppläsningsaftnar i biblioteket samlade han omkring sig en grupp unga tammerforsförfattare, den så kallade Mäkelän piiri, som existerade 1946–1954. Han spelade i detta sammanhang främst inspiratörens roll; till gruppen hörde bland andra Väinö Linna och Lauri Viita samt kritikern Alex Matson. Han tilldelades biblioteksråds titel 1965.